# りゅうこつ座l星
りゅうこつ座l星は、りゅうこつ座の恒星で3等星。

## 特徴
ケフェイド変光星の中で最も明るいものの1つで、光学器械を使わずとも変光を観測できる。周期は異常に長く、約35.5日である。1958年にS.ガポシュキンは、二次的変光として個々のサイクルの0.1等近い減光と増光を観測している。
年周視差から導いた距離は約1600光年となるが、ケフェイドの周期と光度の関係から計算すると2100光年となる。